# 森俊英
森俊英（もり としひで、1946年（昭和21年）12月14日 - ）は、日本の銀行家。南日本銀行代表取締役会長。

## 経歴・ 人物
福岡県出身。一橋大学経済学部卒業後、富士銀行入行。同期入行にはフィデアホールディングス代表執行役社長を務めた里村正治らがいた。
2000年、同じ一橋大出身で富士銀行支店業務第三部長を務めていた当時の頭取石井祥の後任含みとして南日本銀行に招聘され、2006年、頭取に昇格する。
頭取在任中、建基法不況やリーマンショックに直面し、2009年に金融機能強化法に基づき公的資金注入を申請し、受け入れた。
2019年6月、齋藤眞一に頭取を譲り、代表取締役会長に退く。
2020年に同行取締役会長を退任して相談役となる。また、同年に旭日小綬章受章。

## 略歴
- 1969年（昭和44年）
  - 3月： 一橋大学経済学部卒業
- 4月：富士銀行入行。
- 1987年（昭和62年）
  - 10月：同行高田馬場支店長
- 1987年（平成元年）
  - 11月：同行成城支店長、
- 1991年（平成3年）
  - 5月：同行 人事部教育研修室長
- 1993年（平成5年）
  - 5月：同行九段支店長
- 1995年（平成7年） 
  - 5月：同行営業第四部長。
- 2000年（平成12年）
  - 6月：富士銀行退職
  - 6月：南日本銀行入行。専務取締役。
- 2004年（平成16年）
  - 6月：同副頭取。
- 2006年（平成18年）
  - 6月： 同代表取締役頭取。
- 2019年（令和元年）
  - 6月： 同会長。
- 2020年（令和2年）
  - 5月：旭日小綬章受章[6]。
  - 6月：取締役会長退任。相談役。